# Bosveldweg
Le Bosveldweg est un vieux chemin (sans traduction officielle en français) de la commune d'Uccle.  

## Situation et accès
Il a comme tenant la rue Edith Cavell et comme aboutissant la rue Langeveld.

## Historique
Son tracé n'a connu que peu de transformations et son nom apparait déjà en 1849. Son nom sera à nouveau confirmé le 18 mai 1970.